# Марков, Михаил Васильевич
Михаил Васильевич Марков (27 ноября 1900, Царицын — 1981, Казань) — геоботаник, доктор биологических наук, профессор Казанского государственного университета.

## Биография
Родился 27 ноября 1900 года в городе Царицын (ныне — Волгоград) Саратовской губернии.
Окончил гимназию с золотой медалью.
В 1920 году поступил одновременно в два высших учебных заведения: в Казанский государственный университет на естественное отделение физико-математического факультета и в Казанский институт сельского хозяйства и лесоводства на агрономический факультет.
В 1924 году получил дипломы об окончании обоих вузов.
С 1926 по 1929 год учился в аспирантуре при кафедре ботаники Казанского государственного университета.
На протяжении 22 лет совмещал работу в двух вузах одновременно.

### Работа в КСХИ
С 1926 по 1948 год работал в Казанском сельскохозяйственном институте:
- ассистентом при кабинете луговодства,
- доцентом (с 1930 года),
- профессором.

С 1928 по 1947 годы был заведующим кафедрой ботаники КСХИ.

### Работа в КГУ
С 1924 года работал на кафедре ботаники биолого-почвенного факультета Казанского государственного университета:
- научный сотрудник,
- доцент,
- профессор с 1940 года.

С 1945 по 1964 годы был заведующим кафедрой геоботаники, а с 1964 по 1974 годы (после объединения кафедр геоботаники и систематики растений) — заведующим кафедрой ботаники.
На протяжении 12 лет (1940—1952) был деканом биолого-почвенного факультета КГУ, в течение 7 лет (1951—1958) занимал должность проректора университета по научной работе.
Скончался в 1981 году в Казани.

### Семья
Жена — Серафима Александровна Маркова, геоботаник (луговед), кандидат биологических наук.
Сын — Виталий Михайлович Марков, профессор, доктор филологических наук.
Внук — Михаил Витальевич Марков, профессор ботаники, доктор биологических наук.

## Научная деятельность
Кандидат биологических наук с 1937 года. Тема кандидатской диссертации «Лес и степь в условиях Закамья Татарской АССР», научный руководитель — Андрей  Яковлевич Гордягин.
Доктор биологических наук с 1939 года. Тема докторской диссертации «Природные условия развития растительности в пойме».
Научные интересы:
- общая и экспериментальная геоботаника,
- изучение взаимоотношений меду лесом и степью,
- растительность лугов Татарии,
- растительность пойм Волги и Камы,
- агрофитоценология.

Руководил многочисленными ботаническими экспедициями и сбором гербариев на территории Татарской АССР.
Занимался развитием нового направления геоботаники — агрофитоценологии. 
Руководил хозяйственной инвентаризацией лугов (сенокосов и пастбищ) в Татарской АССР, разработал практические рекомендации по их рациональному использованию и повышению продуктивности. Создал подробные описания сорно-полевой растительности ТАССР, разработал научные рекомендации по борьбе с засорённостью посевов.

## Награды, премии, почётные звания
Заслуженный деятель науки ТАССР (1951).

## Публикации
- Дикорастущие лекарственные растения Татарской АССР. Казань, Татгосиздат, 1944, 74 с.
- Луга Татарской АССР (сенокосы и пастбища). Казань, 1946, 166 с.
- Растительность Татарии. Казань, Татгосиздат, 1948, 128 с.